# Gasperich

Gasperich in Luxemburg-Stadt

Gasperich (luxemburgisch Gaasperechⓘ) ist ein Stadtteil im Süden der Stadt Luxemburg. Ende 2018 lebten 6.465 Personen im Quartier. Der Fläche des Stadtteils beträgt 445 Hektar.
Das Viertel Cloche d'Or gehört zu Gasperich.

## Sehenswürdigkeiten
- Katholische Kirche von 1966
- Wasserturm Cloche-d’Or